# Stacyville (Iowa)
Stacyville es una ciudad ubicada en el condado de Mitchell en el estado estadounidense de Iowa. En el Censo de 2010 tenía una población de 494 habitantes y una densidad poblacional de 355,85 personas por km².

## Geografía
Stacyville se encuentra ubicada en las coordenadas 43°26′21″N 92°47′2″O / 43.43917, -92.78389. Según la Oficina del Censo de los Estados Unidos, Stacyville tiene una superficie total de 1.39 km², de la cual 1.33 km² corresponden a tierra firme y (4.29%) 0.06 km² es agua.

## Demografía
Según el censo de 2010, había 494 personas residiendo en Stacyville. La densidad de población era de 355,85 hab./km². De los 494 habitantes, Stacyville estaba compuesto por el 97.37% blancos, el 0.81% eran afroamericanos, el 0.2% eran amerindios, el 0.4% eran asiáticos, el 0% eran isleños del Pacífico, el 0.2% eran de otras razas y el 1.01% pertenecían a dos o más razas. Del total de la población el 1.21% eran hispanos o latinos de cualquier raza.